# Y BL
,
Les Y BL sont deux locotracteurs spéciaux destinés aux opérations de changement de bogies entre la France (voie normale) et l'Espagne (voie large). Ils ont effectué toute leur carrière en gare d'Hendaye.

## Description
Construits par les établissements Moyse en 1969, ces deux engins présentent la particularité d'être des engins sans cabine ni pièce débordante. En effet, de par leur utilisation spéciale ils sont amenés à passer sous les véhicules pour débarrasser ou apporter les bogies de remplacement. La cabine est reportée sous le châssis, juste derrière les tampons.
Afin de limiter les problèmes dus aux fréquents changements d'écartement, le Y BL 160 a été bloqué sur l'écartement normal et le BL 161 sur l'écartement large.